# Província de Toyo
Toyo (豊国, Toyo no kuni) foi uma antiga província do Japão na área da prefeitura de Ōita e nordeste da prefeitura de Fukuoka. Foi dividida em Buzen e Bungo em 683.
Acredita-se que o Imperador Keikō deu o domínio da província a Unade e lhe concedeu o sobrenome Toyo-no-kuni-no-atai. A província esteve sob o governo central desde tempos antigos.